# Національна дорога 36 (Польща)
Національна дорога 36 (пол. Droga krajowa nr 36, DK36) — національна дорога класу GP та G протяжністю приблизно 150 км розташовані у Великопольському та Нижньосілезькому воєводствах. Попри короткий маршрут, вона з'єднує міста Каліш-Островський та Легніца-Глоговський. На ділянці Острув-Велькопольський — Любін вона проходить майже паралельно національній дорозі № 12, з якою ніколи не перетинається. У Любіні вона повертає з воєводською дорогою 333 на південний схід у бік Вроцлава, але закінчує свій маршрут у Проховиці, перетинаючи національну дорогу № 94.

## Клас дороги
Дорога має параметри класу GP на таких ділянках:
- Проховіце — Любін
- Об‘їзжна Равича

і параметри класу G на ділянках:
- Любін — Сцинава — Вінсько — Заленче
- Равіч — Кротошин — Острув-Велькопольський[2].

## Важливі міста вздовж маршруту DK36
- Острув-Велькопольський (S11, DK25)
- Кротошин (DK15, DK444) — запланована об'їзна дорога
- Кобилін
- Мейська Гурка (DK434)
- Равич (S5) — об'їзна дорога
- Вуса
- Сцинава (DK111, DK340, DK372)
- Любінь (DK333) — об'їзна дорога
- Проховіце (DK94) — об'їзна дорога

## Обмеження руху
- У Шцинаві на історичному мосту через річку Одра позначено заборону на в'їзд для транспортних засобів із фактичною загальною вагою понад 15 тонн (кінцева вага становитиме 20 тонн). Через невелику ширину споруди рух по ній позмінний і регулюється світлофорами[3].

### Допустиме навантаження на вісь
З 13 березня 2021 року на дорозі дозволено рух транспортних засобів з навантаженням на одну вісь до 11,5 тонн, крім окремих місць, позначених знаком заборони В-19.

#### До 13 березня 2021 року
Раніше на автомобільну дорогу державного значення № 36 діяли обмеження щодо допустимого навантаження на одну вісь:
| Знак | Допустиме навантаження | Ділянка |
| ---- | ---------------------- | --- |
| DK36 | до 10 тонн             | - Проховиці 94 — Любін (333 ал. Національна освітня комісія) - Любін (333 вул. Сцінавска) — Сцинава 292 - Равич (вул. Падеревського) — Кротошин — Острув-Велькопольський 11 |
| DK36 | до 8 тонн              | Сцинава 292 — Вінсько — Вонсош — Заленче 324 |